# Aatos Jaskari
Aatos Jaskari   (Seinäjoki, 26 d'abril de 1904 - Seinäjoki, 16 de març de 1962) va ser un lluitador finlandès, que combinà la lluita grecoromana i la lluita lliure, que va competir durant les dècades de 1920 i 1930. Era el pare del també lluitador Tauno Jaskari.
El 1932 va prendre part en els Jocs Olímpics d'Estiu de Los Angeles, on va disputar dues proves del programa de lluita. Guanyà la medalla de bronze en la prova del pes gall de lluita lliure, mentre en la del pes gall en estil grecoromana quedà eliminat en segona ronda. Quatre anys més tard, als Jocs de Berlín, fou cinquè en la prova del pes gall del programa de lluita lliure.
En el seu palmarès també destaquen sis títols finlandesos: el 1931, 1932, 1933, 1935 i 1937 en pes gall d'estil lliure i el 1931 en pes gall d'estil grecoromà.